# Sándor Mikola
Sándor Mikola (slovensko Aleksander Mikola ) madžarski matematik, fizik, politik in iredentist slovenskega rodu , * 16. april 1871, Gornji Petrovci, Avstro-Ogrska (sedaj Slovenija), † 1. oktober 1945, Nagykanizsa, Madžarska.

## Življenje
Med letoma 1891 in 1895 je študiral fiziko in matematiko na Katoliški univerzi Pázmány Péter v Budimpešti. Po diplomi je postal profesor in kasneje še ravnatelj evangeličanske gimnazije v Budimpešti; to delo je opravljal do svoje upokojitve leta 1935. Aktivno se je ukvarjal s fizikalnimi eksperimenti na področju elektrike, kar mu je leta 1923 prineslo članstvo v Madžarski akademiji znanosti, hkrati pa je bil tudi zavzet pedagog.
V javnosti je bil znan tudi kot vnet zagovornik t. i. vendske teorije izvora Prekmurcev in Porabcev, ter nasprotnik priključitve Prekmurja Kraljevini SHS po prvi svetovni vojni. Na pariški mirovni konferenci je nastopal kot madžarski izvedenec za Slovensko krajino in napisal več brošur, v katerih je utemeljeval neslovensko poreklo Prekmurcev. Urejeval in izdajal je tudi iredentistični mesečnik Domovina ter v obmejnih vaseh prirejal shode proti kraljevini.
Med drugo svetovno vojno je bil predsednik raznarodovalnega Madžarskega izobraževalnega društva Vendske krajine. Po vojni je bil krajši čas zaprt v Kidričevem. Umrl je Nagykanizsi na Madžarskem. Danes se po njem imenuje madžarska nagrada za dosežke na področju poučevanja fizike.